# 天主教伊塔皮波卡教区
天主教伊塔皮波卡教區（拉丁語：Dioecesis Itapipocana）是羅馬天主教在巴西的一個教區，屬福塔萊薩總教區。
教區成立於1971年3月13日，包括塞阿拉州北部十六市。2006年有教友412,000人，佔轄區總人口90.2%。教區下轄十九個堂區，有卅四名司鐸。現任教區主教為安多尼·羅伯托·卡武托。